# جائزة بحث طالب الدراسات العليا
تقدم جمعية ابحاث الخيال العلمي جائزة ورقة طالب الدراسات العليا إلى المقال العلمي المتميز الذي يقرأه طالب الدراسات العليا في المؤتمر السنوي لـ SFRA. 

## الفائزون السابقون
الفائزون السابقون هم: 
- 1999 - شيلي رودريجو بلانشارد، "المقاومة غير مجدية،" نحن مستوعبون بالفعل: Cyborging ، مجتمعات Cyborg ، Cyborgs ، و The Matrix. "
- 2000 - سونيا فريتش، «خارج الصندوق الغربي: إعادة التفكير في الفئات الثقافية الشعبية من منظور الخيال العلمي لألمانيا الشرقية.»
- 2001 - إريك دروون وشا لاباري (ربطة عنق). غرق في فيلم «Riding the Cosmic Express in the Age of Mass production : المخترعون المستقلون مثل أبطال Pulp في American SF 1926-1939» و LaBare عن «مخطط لبيان الوضع: الخيال العلمي، وما بعد الإنسانية، وعلم التكنولوجيا.»
- 2002 - ويندي بيرسون، «Homotopia؟ أو ماذا وراء البادئة؟»
- 2003 - سارة كانفيلد فولر، «التكهن حول التطور الجنسائي: دودة برام ستوكر البيضاء ورعب الاختيار الجنسي».
- 2004 - ميليسا كولين ستيفنسون، «سايبورغ المنفردة تسعى لنفس الشيء: ما بعد الإنسان ومشكلة الوحدة.»
- 2005 - ريبيكا جانيكر، «روايات نيو انجلاند: الفضاء والمكان في روايات HP Lovecraft».
- 2006 - ليندا وايت، «ماجيك، الفن، الدين، علوم: عدم وضوح الحدود من العلوم. والخيال العلمي في Cyborgian السرد مارج بيرسي في»
- 2007 - جوزيف براون، «Heinlein and the Cold War : Epistemology and Politics in The Puppet Masters and Double Star .»
- 2008 - ديف هيغينز، «اللاوعي الإمبراطوري: سقوط الأبراج لصمويل آر ديلاني»
- 2009 - أندرو فيرغسون، «هذه البهجة في الذبح الدموي: آر إيه لافيرتي وتقسيم الجسم بشع»
- 2010 - برادلي فيست، «حكايات أزمة أرشيفية: إعادة تخيل ستيفنسون للحدود ما بعد نهاية العالم»، ونذكر الشرف: إيرين ماكويستون، «الحمد لله إنه يوم الجمعة: الذكورة المهددة في روبنسون كروزو على المريخ»
- 2011 - فلوريان باست، "أصوات رائعة: رواة أوكتافيا بتلر من منظور الشخص الأول و" المساء والصباح والليل ".
- 2012 - دبليو أندرو شيبارد، «ما وراء نهاية العالم الواسع: موضوعات كوزموبوليتية في وجهتي النجوم لألفريد بيستر»
- 2013 - مايكل جارفيس، "أينما ذهبت، ها أنت ذا ": ما بعد الحداثة والبلاغة المعارضة في مغامرات باكارو بانزاي عبر البعد الثامن"
- 2014 - W. أندرو شيبارد "،" ما هو وماذا ينبغي أبدا ': Paracosmic الطوباوية في مارجريت كافنديش ويتقد العالم "